# Fyrfläckig dvärgmal
Fyrfläckig dvärgmal (Bohemannia quadrimaculella) är en fjärilsart som beskrevs av Karl Henrik Boheman 1851. Fyrfläckig dvärgmal ingår i släktet Bohemannia och familjen dvärgmalar. Arten är reproducerande i Sverige. Inga underarter finns listade i Catalogue of Life.